# Agnès de Poitiers (1103-1159)
Pour les articles homonymes, voir Agnès de Poitiers.
Agnès de Poitiers, Agnès de Peitieu (en occitan) ou Agnès d'Aquitaine, née en 1103 et morte en 1159, est une princesse ramnulfide, fille de Guillaume IX d'Aquitaine, dit le Troubadour, duc d'Aquitaine et de Philippa de Toulouse. 
Par son mariage avec Ramire II d'Aragon le Moine, elle devient reine consort d'Aragon et est la mère de Pétronille d'Aragon (Peronella en aragonais).

## Biographie
Elle épouse en premières noces le 11 avril 1116 Aimery V de Thouars, avec qui elle a quatre enfants dont Guillaume Ier de Thouars.
En secondes noces, elle épouse le roi d'Aragon Ramire le Moine le 13 novembre 1135 en la cathédrale de Jaca ; il lui demanda sa main essentiellement car elle avait déjà eu des enfants. Ils ont une fille, Peronella ou Pétronille d'Aragon (née le 11 août 1136).
Elle se retire à l'abbaye de Fontevraud, où elle meurt en 1159.
Les Espagnols l'appellent Inès de Aquitanìa.